# Volksbank Rot
Die Volksbank Rot eG ist eine Genossenschaftsbank mit Sitz in der baden-württembergischen Gemeinde St. Leon-Rot im Rhein-Neckar-Kreis.

## Geschichte
Die Volksbank Rot eG wurde am 5. August 1896 in der früher selbstständigen Gemeinde Rot gegründet und hat sich bis heute ihre Eigenständigkeit bewahrt.

## Rechtsverhältnisse
Die Volksbank Rot eG ist im Genossenschaftsregister beim Amtsgericht Mannheim unter GnR 350009 eingetragen.

## Organisationsstruktur
Rechtsgrundlagen sind das Genossenschaftsgesetz und die durch die Generalversammlung beschlossene Satzung. Organe der Bank sind der Vorstand, der Aufsichtsrat und die Generalversammlung.

## Sicherungseinrichtung
Die Volksbank Rot eG ist der amtlich anerkannten Sicherungseinrichtung des Bundesverbandes der Deutschen Volksbanken und Raiffeisenbanken GmbH und der zusätzlichen freiwilligen Sicherungseinrichtung des Bundesverbandes der Deutschen Volksbanken und Raiffeisenbanken e.V. angeschlossen.

## Geschäftsausrichtung
Die Volksbank Rot eG betreibt das Universalbankgeschäft. Im Verbundgeschäft arbeitet sie mit der DZ Bank, R+V Versicherung, Bausparkasse Schwäbisch Hall, Teambank, VR Leasing,  DZ Hyp und der Union Investment zusammen.

## Geschäftsgebiet
Das Geschäftsgebiet liegt im Süden des Rhein-Neckar-Kreises direkt an der Grenze zum Landkreis Karlsruhe.
Neben der Geschäftsstelle am Hauptsitz der Bank wird nur noch eine SB-Geschäftsstelle betrieben.